# V Sonata fortepianowa Beethovena

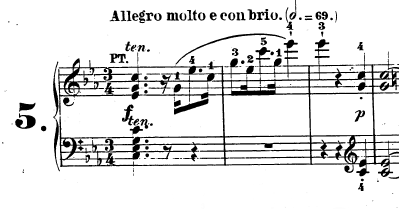
Początek Sonaty op. 10 nr 1

Sonata fortepianowa nr 5 c-moll op. 10 nr 1 Ludwiga van Beethovena to pierwsza z cyklu trzech sonat op. 10, zadedykowanego Annie Margarete von Brown-Camus. Skomponowana została w latach 1796–97.

## Części utworu
W budowie utworu charakterystyczny jest brak scherza albo menueta, obecnego we wszystkich dotychczasowych sonatach Beethovena.
1. Allegro molto e con brio (c-moll)
2. Adagio molto (As-dur)
3. Prestissimo (c-moll)